# Wybory parlamentarne w Grecji w styczniu 2015 roku
Wybory parlamentarne w Grecji w styczniu 2015 – wybory do greckiego parlamentu zostały przeprowadzone 25 stycznia 2015. Były to wybory przedterminowe, rozpisane w związku z niepowodzeniem wyboru greckiego prezydenta przez parlament w trzech głosowaniach w grudniu 2014. Do udziału w wyborach zgłosiło się 21 partii politycznych, 4 koalicje wyborcze i jeden niezależny kandydat. Sąd Najwyższy do startu w wyborach dopuścił 18 partii i 4 koalicje wyborcze. W wyborach zwyciężyła partia Syriza, a jej lider Aleksis Tsipras został 26 stycznia zaprzysiężony na stanowisku premiera Grecji, po zawiązaniu koalicyjnego rządu z partią Niezależni Grecy.

## Geneza
8 grudnia 2014 zapowiedziano, że wybory prezydenckie zostaną przyspieszone o kilka miesięcy. 9 grudnia 2014 przedstawiony został kandydat Nowej Demokracji, Stawros Dimas, wspierany przez Ogólnogrecki Ruch Socjalistyczny (PASOK). Pierwsza tura wyborów odbyła się 17 grudnia, druga 23 grudnia, a trzecia 29 grudnia 2014. Zgodnie z konstytucją, jeśli po trzech głosowaniach żaden z kandydatów nie osiągnął wymaganej większości głosów, wymagane jest rozwiązanie parlamentu i rozpisanie nowych wyborów w ciągu 10 dni. 29 grudnia 2014 premier Andonis Samaras wystąpił do prezydenta Karolosa Papuliasa z wnioskiem o rozwiązanie parlamentu. 31 grudnia 2014 prezydent rozwiązał parlament i rozpisał wybory na 25 stycznia 2015.
Rosnąca niepewność polityczna spowodowała że, Trojka zawiesiła pomoc finansową w ramach pakietu pomocowego do czasu utworzenia nowego rządu.

## System wyborczy
Uprawnionych do głosowania było 9 911 495 obywateli, którzy zgodnie z konstytucją, objęci byli też przymusem wyborczym. Pomimo prawnie obowiązujących kar i sankcji za niewypełnienie tego obowiązku, żadne z nich nie zostało nigdy zastosowane. Zgodnie z prawem, 250 mandatów jest rozdzielane w oparciu o ordynację proporcjonalną, z 3-procentowym progiem wyborczym wejścia do parlamentu. 50 dodatkowych mandatów jest przydzielane partii, która dostała najwięcej głosów, jako bonus większościowy. Większość parlamentarną osiąga partia lub koalicja, która posiada przynajmniej 151 mandatów z 300.

## Wyniki głosowania i wyniki wyborów
Frekwencja i liczba głosów ważnych:
- liczba uprawnionych do głosowania: 9 911 495,
- liczba oddanych głosów (kart ważnych): 6 330 786,
- liczba głosów ważnych: 6 181 274 (97,64%),
- frekwencja: 63,87%.

### Wyniki w skali kraju
| Komitet wyborczy                      | Komitet wyborczy                                     | Głosy     | Głosy | Głosy | Mandaty | Mandaty |
| Komitet wyborczy                      | Komitet wyborczy                                     | Liczba    | %     | +/−   | Liczba  | +/−     |
| ------------------------------------- | ---------------------------------------------------- | --------- | ----- | ----- | ------- | ------- |
|                                       | Koalicja Radykalnej Lewicy                           | 2 246 064 | 36,34 | +9,45 | 149     | +78     |
|                                       | Nowa Demokracja                                      | 1 718 815 | 27,81 | −1,85 | 76      | −53     |
|                                       | Złoty Świt                                           | 388 447   | 6,28  | −0,64 | 17      | −1      |
|                                       | To Potami                                            | 373 916   | 6,05  | –     | 17      | –       |
|                                       | Komunistyczna Partia Grecji                          | 338 138   | 5,47  | +0,97 | 15      | +3      |
|                                       | Niezależni Grecy                                     | 293,406   | 4,75  | −2,76 | 13      | −7      |
|                                       | Ogólnogrecki Ruch Socjalistyczny–Drzewo Oliwne       | 289 482   | 4,68  | −7,6  | 13      | −20     |
|                                       |                                                      |           |       |       |         |         |
|                                       | Ruch Demokratycznych Socjalistów                     | 152 265   | 2,46  | –     | 0       | –       |
|                                       | Unia Centrystów                                      | 110 827   | 1,79  | +1,5  | 0       | –       |
|                                       | Teleja                                               | 109,483   | 1,77  | –     | 0       | –       |
|                                       | Ludowe Zgromadzenie Prawosławne                      | 63 698    | 1,03  | −0,55 | 0       | –       |
|                                       | Antykapitalistyczna Lewicowa Współpraca dla Obalenia | 39 455    | 0,64  | +0,32 | 0       | –       |
|                                       | Zieloni–Demokratyczna Lewica                         | 30 064    | 0,49  | −5,76 | 0       | −17     |
|                                       | KPG (m-l)/M-LKPG                                     | 8030      | 0,13  | +0,01 | 0       | –       |
|                                       | Demokrtyczna Unia Narodowej Reformy                  | 7616      | 0,12  | –     | 0       | –       |
|                                       | Greckie Wyzwolenie Ludowo-Demokratyczne              | 4770      | 0,08  | –     | 0       | –       |
|                                       | Robotnicza Partia Rewolucyjna                        | 2435      | 0,04  | –     | 0       | –       |
|                                       | Organizacja Międzynarodowych Komunistów Grecji       | 2195      | 0,04  | –     | 0       | –       |
|                                       | Narodowy Ruch Oporu                                  | 617       | 0,01  | +0,01 | 0       | –       |
|                                       | Greek White Movement of Today’s Ideology             | 80        | 0.00  | –     | 0       | –       |
|                                       | Radykalny Front Prawosławnej Solidarności            | 57        | 0.00  | –     | 0       | –       |
|                                       | Panagrarian Labour Movement of Greece                | 27        | 0.00  | –     | 0       | –       |
|                                       | Bezpartyjni                                          | 1394      | 0,02  | +0,02 | 0       | –       |
| Razem                                 | Razem                                                | 7 069 485 | 100,0 | –     | 300     | –       |
|                                       |                                                      |           |       |       |         |         |
| Źródło: Ministerstwo Spraw Wnętrznych |                                                      |           |       |       |         |         |

Podział mandatów w parlamenrcie
Wyniki Syrizy i Nowej Demokracji